# Andreas Gardt

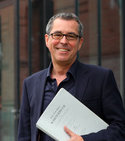
Andreas Gardt

Andreas Gardt (* 26. Dezember 1954 in Mainz) ist ein deutscher Germanist und Sprachwissenschaftler.

## Leben
Nach dem Studium der Germanistik und Anglistik an den Universitäten Mainz und Heidelberg (Staatsexamen), Aufenthalten in Cambridge und dem Studium der „Comparative Literature“ an der University of East Anglia (Master of Arts) promovierte Gardt 1987 in der anglistischen Literaturwissenschaft in Heidelberg mit einer Arbeit zu den deutschen Übersetzungen von James Joyce. Von 1983 bis 1985 war er an der University of Reading als Lektor für deutsche Sprache und Literatur (Deutscher Akademischer Austauschdienst) tätig und kehrte anschließend nach Heidelberg zurück, wo er 1993 in germanistischer Sprachwissenschaft zur Sprachreflexion in Barock und Frühaufklärung habilitierte. Seiner Habilitation folgten Vertretungen von Professuren an den Universitäten Heidelberg, Freiburg i.Br. und Osnabrück. 2001 wurde Gardt als Professor (C4) für Germanistische Sprachwissenschaft/Sprachgeschichte an die Universität Kassel berufen. An der Universität Szeged und der University of Queensland hatte er Gastdozenturen inne.
Gardt ist ordentliches Mitglied der Akademie der Wissenschaften zu Göttingen und war von 2016 bis 2020 ihr Präsident. Er ist außerdem ordentliches Mitglied der Deutschen Akademie für Sprache und Dichtung, wo er den Vorsitz der Sprachkommission innehat.

## Forschung
Gardt hat wichtige Beiträge zur Geschichte und Gegenwart der Sprachtheorie, insbesondere zu den Bezügen zwischen Sprache und Erkenntnis, sowie zur Text- und Diskursanalyse geleistet. Ein weiterer Schwerpunkt liegt in der Erforschung des Zusammenhangs von Sprache und (politischer, kultureller) Identität.
An der Göttinger Akademie war Gardt Vorsitzender der Leitungskommission „Deutsches Wörterbuch“ (Grimm'sches Wörterbuch, DWB) und ist Vorsitzender der interakademischen Leitungskommission des „Goethe-Wörterbuchs“. An der Göttinger Akademie ist er außerdem Projektleiter des Forschungsvorhabens „Wortgeschichte digital“, als Teil des Zentrums für digitale Lexikographie der deutschen Sprache.
An der Universität Kassel ist Gardt Mitglied im Direktorium von „TRACES“, eines im Rahmen der Gründung des documenta Instituts eingerichteten Forschungszentrums für Ausstellungsstudien. Andreas Gardt ist Mitglied des Wissenschaftlichen Beirats von Historiographia Linguistica und Angermion. Jahrbuch für britisch-deutsche Kulturbeziehungen. Er ist ferner Mitherausgeber der Studia Linguistica Germanica. und der Handbücher Sprachwissen (HSW).

## Veröffentlichungen (Auswahl)
- There Are More Euphemisms and Dysphemisms in Heaven and Earth Than One Might Think. In: Constructivist Foundations. An interdisciplinary Journal (17.1/2021), 15-17.
- Sprachsystem und Sprachgeschichtsschreibung. Eine Bilanz. In: Jochen A. Bär/Anja Lobenstein-Reichmann/Jörg Riecke (Hrsg.): Handbuch Sprache in der Geschichte. De Gruyter, Berlin, Boston 2019 (Handbücher Sprachwissen – HSW 8), 135-156.
- Wort und Welt. Konstruktivismus und Realismus in der Sprachtheorie. In: Ekkehard Felder/Andreas Gardt (Hrsg.): Wirklichkeit oder Konstruktion? Sprachtheoretische und interdisziplinäre Aspekte einer brisanten Alternative. Berlin, Boston: De Gruyter 2018. Open Access des Bandes: Überblick / Download PDF.
- Textsemantik. Methoden der Bedeutungserschließung. In: Jochen A. Bär/Marcus Müller (Hrsg.): Geschichte der Sprache und Sprache der Geschichte. Probleme und Perspektiven der historischen Sprachwissenschaft des Deutschen. Oskar Reichmann zum 75. Geburtstag. Berlin: Akademie-Verlag 2012, 61–82.
- Rhetorik und Stilistik. Ein internationales Handbuch historischer und systematischer Forschung. Rhetoric and Stylistics. An international handbook of historical and systematic research. Hrsg. v. Ulla Fix/Andreas Gardt/Joachim Knape. 2 Teilbde. Berlin, New York: Mouton-de Gruyter 2008, 2009 (Handbücher zur Sprach- und Kommunikationswissenschaft, HSK, 31.1 u. 2)
- Diskursanalyse. Aktueller theoretischer Ort und methodische Möglichkeiten. In: Ingo Warnke (Hrsg.): Diskurslinguistik nach Foucault. Theorie und Gegenstände. Berlin, New York: de Gruyter 2007, 28–52.
- Sprachwissenschaft als Kulturwissenschaft. In: Ulrike Haß-Zumkehr/Christoph König (Hrsg.): Literaturwissenschaft und Linguistik von 1960 bis heute. Göttingen 2003, 271–288 (Marbacher Wissenschaftsgeschichte, 4).
- Nation und Sprache. Die Diskussion ihres Verhältnisses in Geschichte und Gegenwart. Hrsg. v. Andreas Gardt. Berlin, New York: de Gruyter 2000.
- Geschichte der Sprachwissenschaft in Deutschland. Vom Mittelalter bis ins 20. Jahrhundert. Berlin, New York: de Gruyter 1999 (de Gruyter Studienbuch).
- Sprachreflexion in Barock und Frühaufklärung. Entwürfe von Böhme bis Leibniz. Berlin, New York: de Gruyter 1994 (Quellen und Forschungen zur Sprach- und Kulturgeschichte der germanischen Völker, 108).